# 10379 Lake Placid
10379 Lake Placid este un asteroid din centura principală de asteroizi.

## Descriere
10379 Lake Placid este un asteroid din centura principală de asteroizi. A fost descoperit pe 18 iulie 1996 la Observatorul Rand de George R. Viscome. Asteroidul prezintă o orbită caracterizată de o semiaxă mare de 3,50 ua, o excentricitate de 0,02 și o înclinație de 6,5° în raport cu ecliptica.